# Келсі Воґ
Келсі Воґ (англ. Kelsey Wog, 19 вересня 1998) — канадська плавчиня.
Учасниця Олімпійських Ігор 2020 року.
Призерка Чемпіонату світу з плавання на короткій воді 2016 року.